# Contea di Tongguan
La contea di Tongguan (潼关县S, TóngguānP) è una contea della Cina, situata nella provincia dello Shaanxi e amministrata dalla prefettura di Weinan.